# Райківський Ігор Ярославович
Ігор Ярославович Райківський (нар. 24 червня 1967 Івано-Франківськ УРСР) — український історик, завідувач кафедри історії України і методики викладання історії Прикарпатського Національного Університету ім.Василя Стефаника. Доктор історичних наук, професор (з 2015 р.). 
Співредактор Наукового і культурно-просвітницького краєзнавчого часопису "Галичина".

## Біографія
Ігор Ярославович Райківський народився 24 червня 1967 р. в м. Івано-Франківську УРСР (нині Україна). Походить з родини депортованих закерзонців та місцевих жителів Опілля. 
У 1991 р. з відзнакою закінчив історичний факультет Івано-Франківського педагогічного інституту ім. В.Стефаника. 
У 1991–1992 Ігор Ярославович Райківський працював вчителем історії у звичайній сільській середній школі у с. Ворона Коломийського району, навчався в аспірантурі на кафедрі історії України (1992–1995 рр.).
З листопада 1995 р. працює в університеті, пройшовши науково-трудовий шлях від лаборанта до завідувача кафедри історії України. У лютому 1999 року став асистеном зазначеної кафедри. В 2000 році було присвоєно звання доцента кафедри історії України. З березня 2007 р. і до сьогодні є завідувачем кафедри історії України і методики викладання історії []. 
Кандидатська дисертація на тему “Українська соціал-демократична партія (1918–1939 рр.)” (30 квітня 1996 р.).
Докторська дисертація – “Ідея української національної єдності в громадському житті Галичини ХІХ століття” (14 жовтня 2014 р.) були захищені за спеціальністю “історія України” в спеціалізованій вченій раді в Інституті українознавства ім. І. Крип’якевича НАН України (м. Львів).
Ігор Ярославович Райківський був відповідальним секретарем спеціалізованої вченої ради для захисту кандидатських дисертацій у ДВНЗ “Прикарпатський національний університет ім. В.Стефаника” (2003–2008 рр.), Пізніше Ігор Ярославович член спецради для захисту кандидатських (2013–2016 рр.) А з 2016 року професор Райківський член спецради для захисту докторських дисертацій
З середини 2017 р. професор Ігор Ярославович Райківський є членом спеціалізованої вченої ради для захисту докторських і кандидатських дисертацій у ЛНУ ім. Франка. Входить до складу редакційної колегій наукового і культурно-просвітнього краєзнавчого часопису ПНУ ім. Василя Стефаника “Галичина”, що визнаний фаховим в Україні з історії 1997—2009 рр. відповідальний секретар журналу.
Автор курсу з історії українофільських ідей Галичини.

## Наукові інтереси
Сфера наукових інтересів – український національний рух у Галичині, українсько-польські та українсько-російські зв’язки в ХІХ – першій половині ХХ ст., особливості модерного українського націотворення (національного відродження), історія української соціал-демократії на Західній Україні та ін. Автор понад 200 публікацій, у т. ч. чотирьох монографій, розділів (підрозділів) у колективних монографіях, статей у закордонних виданнях, навчально-методичних матеріалів тощо.

## Відомі учні
- Гайдукевич Олена Олександрівна «Природоохоронна діяльність Греко-католицької церкви в Галичині в 20–30-х роках ХХ століття»
- Кудлач-Мельник Віра Іванівна «Політичне товариство «Руська рада» (1870–1914 рр.)»
- Ілин Любомир Михайлович «Українське представництво Галицького крайового сейму в 1870–1876рр.»
- Древніцький Юрій Романович «Громадсько-політична та наукова діяльність Володимира Старосольського (1878–1942)»
- Стасюк Ірина Михайлівна «Греко-католицьке жіноче чернецтво Станиславівської єпархії (кінець ХІХ – перша половина ХХ ст.)»
- Маслій Ольга Данківна «Жіночі чернечі спільноти УГКЦ у Галичині (1946–1989 рр.)
- Савчук Богдан Романович «Громадська діяльність Степана Федака (1861–1937 рр.)»

## Див.також
Список професорів-істориків ПНУ імені В.Стефаника